# Shine (album Anette Olzon)
Shine – pierwszy solowy album studyjny szwedzkiej piosenkarki Anette Olzon, byłej wokalistki fińskiego zespołu Nightwish.

Jego premiera w Polsce odbyła się 31 marca 2014 roku.

## Lista utworów
Opracowano na podstawie materiału źródłowego.
| Nr  | Tytuł utworu                 | Długość |
| --- | ---------------------------- | ------- |
| 1.  | „Like a Show Inside My Head” | 3:38    |
| 2.  | „Shine”                      | 3:27    |
| 3.  | „Floating”                   | 3:07    |
| 4.  | „Lies”                       | 5:01    |
| 5.  | „Invincible”                 | 3:17    |
| 6.  | „Hear Me”                    | 3:04    |
| 7.  | „Falling”                    | 4:29    |
| 8.  | „Moving Away”                | 4:56    |
| 9.  | „One Million Faces”          | 2:53    |
| 10. | „Watching Me from Afar”      | 4:13    |
|     |                              | 38:05   |